# Hertford
Pour la ville américaine, voir Hertford (Caroline du Nord).
Ne doit pas être confondue avec la cité anglaise de Hereford, ni de la ville allemande de Herford.
Hertford (prononcé : ['hɑːt.fəd] est une ville britannique située en Angleterre de l'Est. Elle donne son nom au Hertfordshire, dont elle est également le chef-lieu.

## Toponymie
Le nom de la ville signifie « gué de cerf » (anglais : hert, aujourd'hui écrit hart = cerf, suivi de ford = gué).

## Démographie
Lors du recensement de 2001, Hertford compte 24 180 habitants. Dix ans plus tard, ils sont au nombre de 26 783.